# Nicholas Brendon
Nicholas Brendon Schultz (Los Angeles, 12 de abril de 1971) é um ator norte-americano de teatro, cinema e televisão com diversas participações e atuações.
Depois de lesionar o braço quando era mais jovem,  desistiu do Beisebol e partiu para carreira artística. Sua primeira aparição foi em um comercial. A princípio fez poucos papéis, mas, ao mesmo tempo, trabalhava como produtor assistente em "O mundo de Dave", participando também com convidado especial nesta série, onde continuou com esperanças de estrelar. Foi então convidado para atuar em Buffy. Seu lazer resume-se em basquetebol, acampamento e passar o tempo com a família e os amigos. Atualmente mora em Los Angeles com seu irmão gémeo Kelly.

## Filmografia

### Filmes
| Ano  | Título                                  | Papel                  | Notas |
| ---- | --------------------------------------- | ---------------------- | ----- |
| 1995 | Children of the Corn III: Urban Harvest | Jogador de Basquete Um |       |
| 2000 | Psycho Beach Party                      | Starcat                |       |
| 2002 | Demon Island                            | Kyle                   |       |
| 2007 | Unholy                                  | Lucas                  |       |
| 2008 | Blood on the Highway                    | Chase Sinclair         |       |
| 2009 | A Golden Christmas                      | Michael                |       |
| 2009 | My Neighbor's Secret                    | Brent Keller           |       |
| 2010 | The Portal                              | Paul                   |       |
| 2013 | Big Gay Love                            | Andy                   |       |
| 2013 | Coherence                               | Mike                   |       |
| 2014 | Indigo                                  | Gary                   |       |
| 2014 | Attack of the Morningside Monster       | Mark Matthews          |       |
| 2017 | Surge of Power: Revenge of the Sequel   | Ele mesmo              |       |
| 2018 | The Nanny                               | David                  |       |
| 2021 | Wanton Want                             | Douglas Paynter        |       |

### Televisão
| Ano       | Título                      | Papel                     | Notas |
| --------- | --------------------------- | ------------------------- | --- |
| 1993      | Married… with Children      | Cara no Ray-Ray's Gang    | Episódio: Hood 'n the Boyz |
| 1995      | Dave's World                | —                         | Episódio: Do the Write Thing |
| 1997–2003 | Buffy the Vampire Slayer    | Alexander "Xander" Harris | Papel principal, 143 episódios |
| 2003      | The Pool at Maddy Breaker's | Jeff                      | Telefilme |
| 2004      | Celeste in the City         | Dana Blodgett/Harrison    | |
| 2005–2006 | Kitchen Confidential        | Seth Richman              | 13 episódios |
| 2006      | Relative Chaos              | Gil Gilbert               | Telefilme |
| 2006–2007 | American Dragon: Jake Long  | Huntsboy Nº 89 (voz)      | 6 episódios |
| 2007      | Fire Serpent                | Jake Relm                 | Telefilme |
| 2007–2014 | Criminal Minds              | Kevin Lynch               | 21 episódios |
| 2009      | Without a Trace             | Edger                     | Episódio: Undertow |
| 2010–2011 | Private Practice            | Lee McHenry               | 4ª Temporada Episódios "All In The Family", "Did You Hear What Happened to Charlotte King?", "Can't Find My Way Back Home" e "Blind Love" |
| 2012      | Hollywood Heights           | Dan Testa                 | Episódio: Loren and Kelly Clash |
| 2014–2015 | Faking It                   | Jackson Lee               | Personagem recorrente |
| 2019      | Dark/Web                    | Donovan                   | Episódios: "Chapter Six", "Chapter Eight"                                                                                                 |

### Video games
| Ano  | Título                                 | Papel (voz)               |
| ---- | -------------------------------------- | ------------------------- |
| 2002 | Buffy the Vampire Slayer               | Alexander "Xander" Harris |
| 2003 | Buffy the Vampire Slayer: Chaos Bleeds | Alexander "Xander" Harris |

### Webséries
| Ano  | Título | Papel        |
| ---- | ------ | ------------ |
| 2019 | Noob   | Ethan Sprite |

## Prêmios e indicações
| Ano  | Cerimônia     | Categoria                         | Obra                     | Resultado |
| ---- | ------------- | --------------------------------- | ------------------------ | --------- |
| 1998 | Saturn Awards | Melhor Ator do Gênero             | Buffy the Vampire Slayer | Indicado  |
| 1999 | Saturn Awards | Melhor Ator do Gênero             | Buffy the Vampire Slayer | Indicado  |
| 2000 | Saturn Awards | Melhor Ator Coadjuvante do Gênero | Buffy the Vampire Slayer | Indicado  |